# Aéroport international de Hat Yai
L'aéroport international de Hat Yai (en anglais Hat Yai International Airport) (Code AITA : HDY) est le 3e aéroport de Thaïlande, à Hat Yai, dans le sud du pays (province de Songkhla).
Il possède une seule piste.
Il joue un rôle-clé dans le pèlerinage des musulmans à La Mecque[réf. nécessaire].

## Situation
| \| 100 km1:12 067 000 \| Buriram Chiang · Mai Chiang · Rai Chumphon Bangkok- · Don Mueang Bangkok- · Suvarnabhumi Hat Yai Hua Hin Khon Kaen Ko Pha Ngan Krabi Lampang Loei Mae Hong · Son Mae Sot Nakhon · Phanom Nakhon Si Thammarat Nan Nakhon Narathiwat Pai Phitsanulok Phrae Phuket Ranong Roi Et Sakon · Nakhon Ko Samui Sukhothai Surat Thani Trang Trat Pattaya Ubon · Ratchathani Udon Thani |
| 100 km1:12 067 000 |

## Statistiques
Pour des raisons techniques, il est temporairement impossible d'afficher le graphique qui aurait dû être présenté ici.

Voir la requête brute et les sources sur Wikidata.

## Compagnies et destinations
| Compagnies           | Destinations                                                               |
| -------------------- | -------------------------------------------------------------------------- |
| Bangkok Airways      | Phuket                                                                     |
| Jetstar Asia Airways | Singapour-Changi                                                           |
| Kunming Airlines     | Kunming-Changshui                                                          |
| Nok Air              | Bangkok-Don Muang                                                          |
| Scoot                | Singapour-Changi                                                           |
| Thai AirAsia         | Bangkok-Don Muang, Chiang Mai, Chiang Rai, Khon Kaen (en), Pattaya U-tapao |
| Thai AirAsia         | Kuala Lumpur                                                               |
| Thai Lion Air        | Bangkok-Don Muang, Chiang Mai, Udon Thani (en)                             |
| Thai Smile           | Bangkok-Suvarnabhumi                                                       |

Édité le 19/08/2017